# فرانسيسكو خافيير أوريا
فرانسيسكو خافيير أوريا (بالإسبانية: Francisco Javier Álvarez Uría)‏ ، من مواليد 1 فبراير1950 ، لاعب كرة قدم إسباني سابق. لعب مع منتخب إسبانيا لكرة القدم.

## مسيرته الكروية
لعب فرانسيسكو خافيير أوريا خلال مسيرته الاحترافية مع 3 أندية في سبعة عشر موسمًا وسجل خلالها 31 هدفًا ضمن 423 مباراة. حيث فاز في موسم واحد بالكأس وفي موسمين بالدوري.
خاض فرانسيسكو خافيير أوريا مسيرته مع نادي ريال أوفييدو في موسم 1967–68 في المرة الأولى ليلعب معه سبعة مواسم ثم في موسم 1983–84 لمدة موسم واحد، مشاركًا طوالها في 214 مباراة سجل خلالها 23 هدفًا. ثم انتقل إلى نادي ريال مدريد في موسم 1974–75 واستمر معه طيلة ثلاثة مواسم، حيث شارك في 39 مباراة سجل خلالها هدفًا واحدًا. لينتقل بعدها إلى نادي ريال سبورتينغ خيخون في موسم 1977–78 ليلعب معه ستة مواسم، مشاركًا في 170 مباراة سجل خلالها 7 أهداف.

## روابط خارجية
- فرانسيسكو خافيير أوريا على موقع الاتحاد الدولي (مؤرشف)  (الإنجليزية)
- فرانسيسكو خافيير أوريا على موقع قاعدة بيانات كرة القدم.إي يو (الإنجليزية)
- فرانسيسكو خافيير أوريا على موقع ناشيونال فوتبول تيمز (الإنجليزية)
- فرانسيسكو خافيير أوريا على موقع عالم كرة القدم.نت (الإنجليزية)